# 마고 마틴데일
마고 마틴데일(Margo Martindale, 1951년 7월 18일 ~ )은 미국의 배우이다.

## 출연 작품
- 카 3: 새로운 도전 - 루이즈 역
- 윌슨